# A Collection (album, The Doors)
A Collection je kolekce šesti CD skupiny The Doors. Box set vyšel u Elektra/Rhino Records v červenci 2011. Box set obsahuje všechna studiová alba, která vyšla před Morrisonovu smrtí v roce 1971, tedy The Doors (1967), Strange Days (1967), Waiting for the Sun (1968), The Soft Parade (1969), Morrison Hotel (1970) a L.A. Woman (1971).

## Sestava
- Jim Morrison – zpěv
- Robby Krieger – kytara
- Ray Manzarek – piáno, varhany, klávesy (včetně basové linky)
- John Densmore – bicí